# 小板橋喜久代
小板橋　喜久代（こいたばし きくよ、1952年3月 - ）は、日本の看護学者である。
現在群馬大学医学部保健学科看護学専攻教授。専門は基礎看護学（リラクゼーション）。

## 来歴・人物
- 1952年3月　出生
- 1980年3月　明治学院大学大学院修士課程修了（社会学修士）
- 2004年9月　聖路加看護大学大学院博士課程修了（看護学博士）　論文の題は「漸進的筋弛緩法の初回導入時に惹起されるリラクセーション反応 : 心拍変動・脳波および主観的反応の分析(Relaxation response produced at the initial introduction to progressive muscle relaxation : Analysis of HRV, EEG, and subjective responses)」[2]。

## 専門分野
ホリスティックナーシングケアに活用できる補完代替療法の効果
- 看護における補完代替療法学講座の開設とその評価
- 簡易版漸進的筋弛緩法の作成とがん患者への介入効果に関する研究
- リラクセーション外来における心身の調和を図る効果に関する研究
- ローインパクト刺激による生体機能の活性化に関する研究

## 著書・論文

### 著書
- 『リラクセーション法CD教材（誘導イメージ法）』（プレム・プロム、2009年）
- 『医療従事者のための補完・代替医療』（金芳堂、2009年）
- 『女性看護学』（メジカルフレンド者、2008年）
- 『リラクセーション法CD教材(自律訓練法）』（プレム・プロム、2008年）
- 『リラクセーション法CD教材(漸進的筋弛緩法）』（プレム・プロム、2008年）
- 『こころとからだの仕組み』（メジカルフレンド社、2008年）
- 『ケア技術のエビデンス』（ヘルス出版、2006年）
- 『看護ケアに役立つリラクセーション法（DVD教材）』（医学映像教育センター、2005年）
- 『看護ケアに役立つ指圧マッサージ(DVD教材)』（医学映像社、2005年）

## 所属学会
- 日本看護科学学会
- 日本看護研究学会
- 日本看護技術学会
- バイオメカニクス学